# Neonauclea cyclophylla
Neonauclea cyclophylla là một loài thực vật có hoa trong họ Thiến thảo. Loài này được (Miq.) Merr. mô tả khoa học đầu tiên năm 1915.